# Andreas Stamatiadis
Andreas Stamatiadis (en griego: Ανδρέας Σταματιάδης; Atenas,  16 de agosto de 1935-Atenas, 23 de enero de 2025) fue un futbolista y entrenador griego que jugó en la posición de delantero 

## Carrera

### Club
Jugó toda su carrera con el AEK Atenas FC de 1952 a 1969, equipo con el que anotó 78 goles en 316 partidos, fue dos veces campeón nacional, tres veces campeón nacional de copa, goleador de la copa nacional en 1956/57, además de ser el jugador que más tiempo portó la banda de capitán del club, de 1960 a 1969.

### Selección nacional
Debutó con Grecia con solo 19 años el 8 de marzo de 1954 en una victoria por 2–0 de visita sobre Israel en la clasificación para la Copa Mundial de Fútbol de 1954, Su último partido internacional fue el 27 de noviembre de 1963 en un partido amistoso de visita ante Chipre. Jugó 10 partidos con selección nacional y no anotó goles; además de que jugó dos partidos de clasificación para los Juegos Olímpicos.

### Entrenador
| Periodo   | Club                |
| --------- | ------------------- |
| 1969–1970 | AE Rodos            |
| 1971–1972 | PAS Lamia 1964      |
| 1973–1974 | Anagennisi Karditsa |
| 1977      | AEK Athens FC       |
| 1979      | AEK Athens FC       |
| 1979–1980 | Atromitos FC        |
| 1980–1981 | Egaleo FC           |
| 1981–1982 | Diagoras FC         |
| 1982-1983 | Egaleo FC           |
| 1983-1985 | Atromitos FC        |
| 1985-1986 | Acharnaikos FC      |
| 1986-1992 | Grecia sub-21       |

## Vida personal y muerte
Stamatiadis se casó y tuvo dos hijos. Murió a causa de varios problemas de salud en Atenas el 23 de enero de 2025 a los 89 años.

## Logros

### Jugador
- Alpha Ethniki: 1962–63, 1967–68
- Greek Cup: 1955–56, 1963–64, 1965–66

### Individual
- Goleador de la Copa de Grecia: 1956–57

### Entrenador
- Alpha Ethniki: 1978–79
- Beta Ethniki: 1979–80, 1982–83